# Cronulla Sharks Water Polo Club
Cronulla Sharks Water Polo Club é um clube de polo aquático australiano da cidade de Cronulla.

## História
Cronulla Sharks compete na Australian National Water Polo League.

## Títulos
- Australian National Water Polo League
  - 1994, 1995, 1996, 1997 e 1999
- Australian Women National Water Polo League
  - 2006 e 2012